# Focaccia genovese
La focaccia genovese (in ligure fugassa [fyˈɡasˑa]) è una specialità tipica della cucina ligure. Alta all'incirca un centimetro, di colore dorato/ambrato e con alveoli ben marcati, si distingue perché prima dell'ultima lievitazione viene spennellata con un'emulsione composta da olio extravergine d'oliva, acqua e sale grosso.
La si può consumare a colazione, come spuntino nella mattinata, come aperitivo-antipasto o a pranzo/cena. Tradizionalmente è accompagnata con un piccolo bicchiere di vino bianco (in ligure o gianchetto [u d͡ʒaŋˈketˑu]). In Liguria è inoltre abitudine, a colazione, inzuppare la focaccia nel cappuccino o nel latte.

## Origini

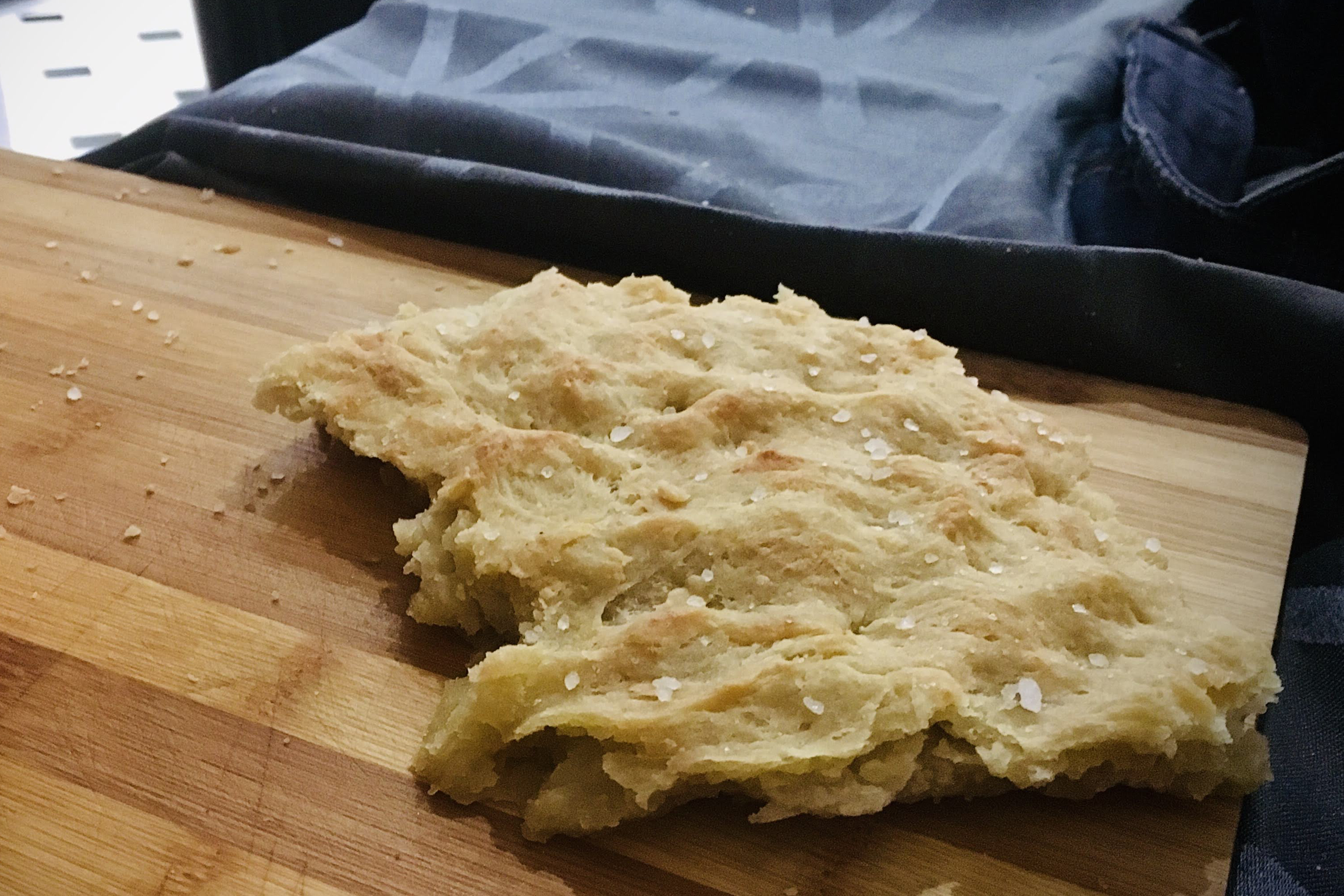
Un trancio di focaccia con sale grosso, su un tagliere in legno

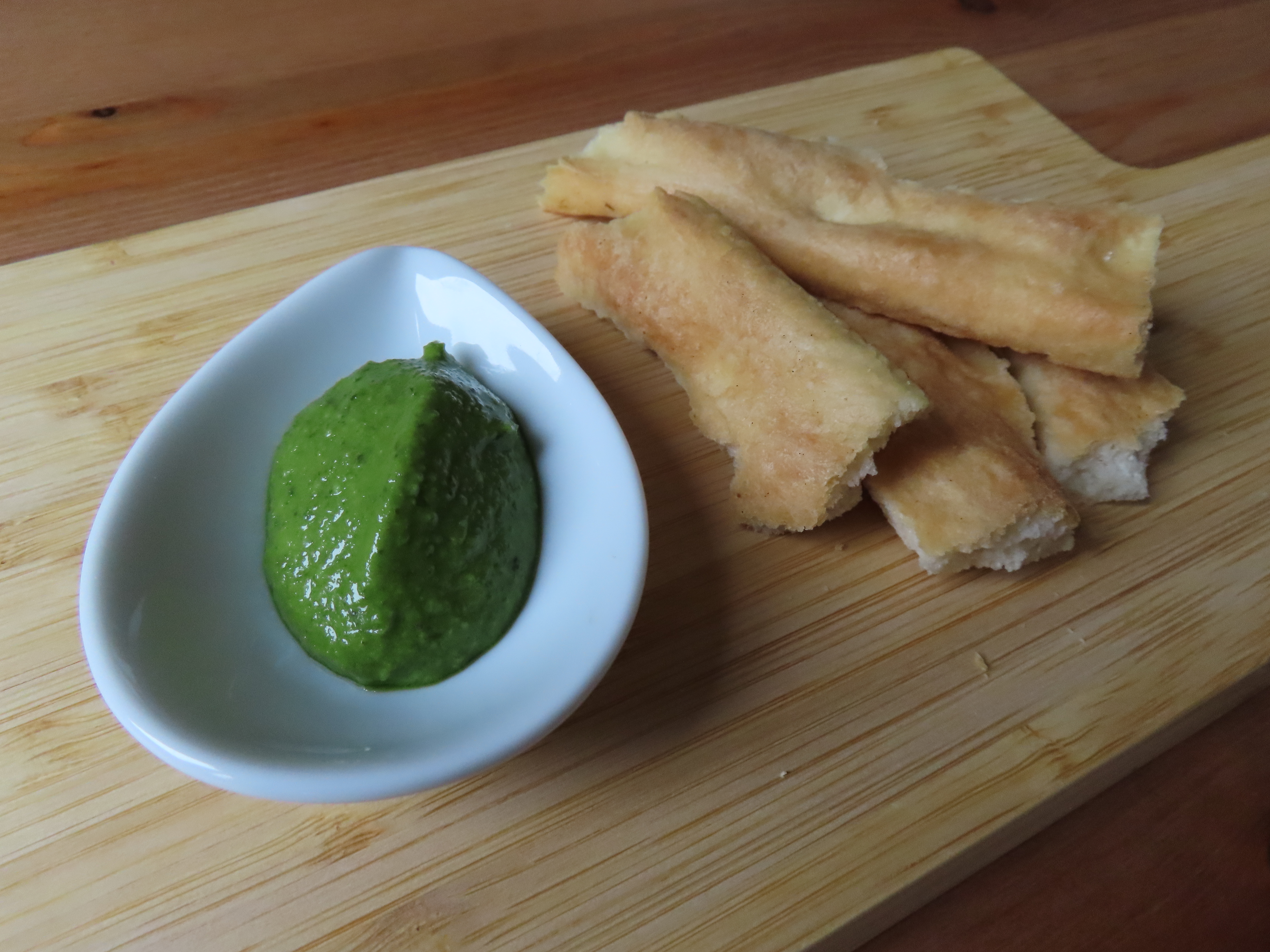
Focaccia con pesto tradizionale genovese

Già nell'antichità i fenici e i greci conoscevano la panificazione e utilizzavano farine di cereali come orzo e segale che, mescolate con acqua, venivano cotte sul fuoco.
La parola focaccia indica un pane basso e deriva dal tardo latino “focus” che richiama la cottura nel focolare. Focaccia in latino veniva chiamata “focacia”, femminile di “focacius”. Spesso con la parola focaccia ci si riferisce a tutte le sue possibili varianti, tuttavia con questo termine si indica spesso la focaccia classica genovese.
Nel Medioevo la focaccia veniva consumata anche durante i matrimoni e addirittura in occasione dei funerali, fino a quando il vescovo di Genova Matteo Gambaro finì per proibire la sua consumazione in chiesa durante le funzioni.
Tuttavia, nel Rinascimento, la focaccia continuò a essere consumata durante i banchetti di nozze.
Proprio la sua durevolezza nel tempo ha fatto sì che la focaccia venisse utilizzata anche dai viaggiatori e dai pescatori. Anticamente non veniva utilizzato il lievito, che è stato introdotto solo in epoca successiva.
Nella zona portuale di Genova oltre ai forni nacquero le “sciamadde” (dal dialetto genovese “fiammata”), antiche friggitorie di strada dove vi era anche il forno a legna con la fiammata, dove veniva cotta anche la focaccia. La focaccia diventa così un cibo molto popolare perché poco costoso. Diventa con il passare degli anni la colazione dei portuali, in particolare dei camalli.
Con il passare del tempo la ricetta tradizionale è cambiata per venire incontro alle esigenze della vita moderna. Per la lievitazione viene utilizzato spesso lievito di birra, e non madre. Inoltre vengono utilizzati oli di minore costo invece dell'olio extra vergine di oliva. Un altro elemento che è cambiato con il tempo è la percentuale dello stesso olio, ridotto spesso al minimo necessario. Nella ricetta moderna vi è a volte l'aggiunta di burro che modifica l'armonia tra gli ingredienti dell'impasto. Tutti questi cambiamenti rendono la focaccia odierna meno saporita, meno digeribile e con tempi di conservazione molto più brevi; non mancano comunque diversi panifici che ancora oggi a Genova utilizzano la ricetta tradizionale classica con ingredienti di alta qualità.
La ricetta della focaccia originale prevedeva un impasto composto principalmente da farina bianca, circa cinquecento grammi, un pizzico di sale e qualche filo di olio d'oliva e l'acqua necessaria. L'impasto veniva poi disteso, con l'aiuto di un mattarello, su una teglia bassa e oleata. Dopodiché bisognava picchiettare la superficie dell'impasto con le dita, aggiungere un pizzico di sale e qualche filo di olio. La teglia veniva poi sposta all'interno di un forno caldo, a cuocere fino a quando la superficie della focaccia non appariva dorata.
Oggi, tuttavia, la focaccia si prepara in un modo quasi completamente diverso. L'impasto è composto da farina 00, lievito di birra invece di lievito madre, un terzo di olio e alcune volte con l'aggiunta di purè di patate. Il tempo di lievitazione è più breve rispetto a quello di un tempo. Nella maggior parte dei casi la lievitazione di oggi avviene in un luogo buio e tiepido e dura circa un'ora.
Non vi sono precisi tempi di cottura a causa della innumerevoli variabili: la tipologia del forno, la temperatura, il clima, l'impasto e i gusti del cuoco e dei clienti di un determinato panificio.

## Ingredienti
L'elaborata lievitazione e l'accurata lavorazione della pasta richiedono una ventina di ore, ragion per cui il prodotto risente delle condizioni climatiche, riuscendo meno ottimale nelle giornate umide e/o piovose. L'ottima cottura è garantita da un forno da panettiere (meglio se a legna), tuttavia una discreta focaccia può essere preparata anche nella cucina di casa.
La sua variante più classica consiste nella sua ricopertura con cipolle tagliate assai finemente (fugàssa co-a çiòula).
Nella sua versione classica gli ingredienti occorrenti sono:
- farina bianca di grano tenero tipo 00 rinforzata (W 280, 500 g);
- acqua pura (300 g) oppure una miscela di acqua e vino bianco;
- estratto di malto (25 g);
- lievito di birra (quantità variabile a seconda delle condizioni climatiche. Per una lievitazione di 20 ore con temperatura ambiente di 20 °C 0,1%);
- sale fino per l'impasto (10-15 g) e sale grosso per il condimento (10 g);
- olio d'oliva extravergine (100 g, includendo sia quello dell'impasto sia quello usato per ungerla) oppure strutto solo per l'impasto (circa 25 gr).

All'impasto base possono essere aggiunte olive o rosmarino, oppure possono essere aggiunte sulla focaccia cipolle bianche tagliate a fettine, dopo averle unte con olio extravergine di oliva e salate, e lasciate riposare per una ventina di minuti.

## Varianti

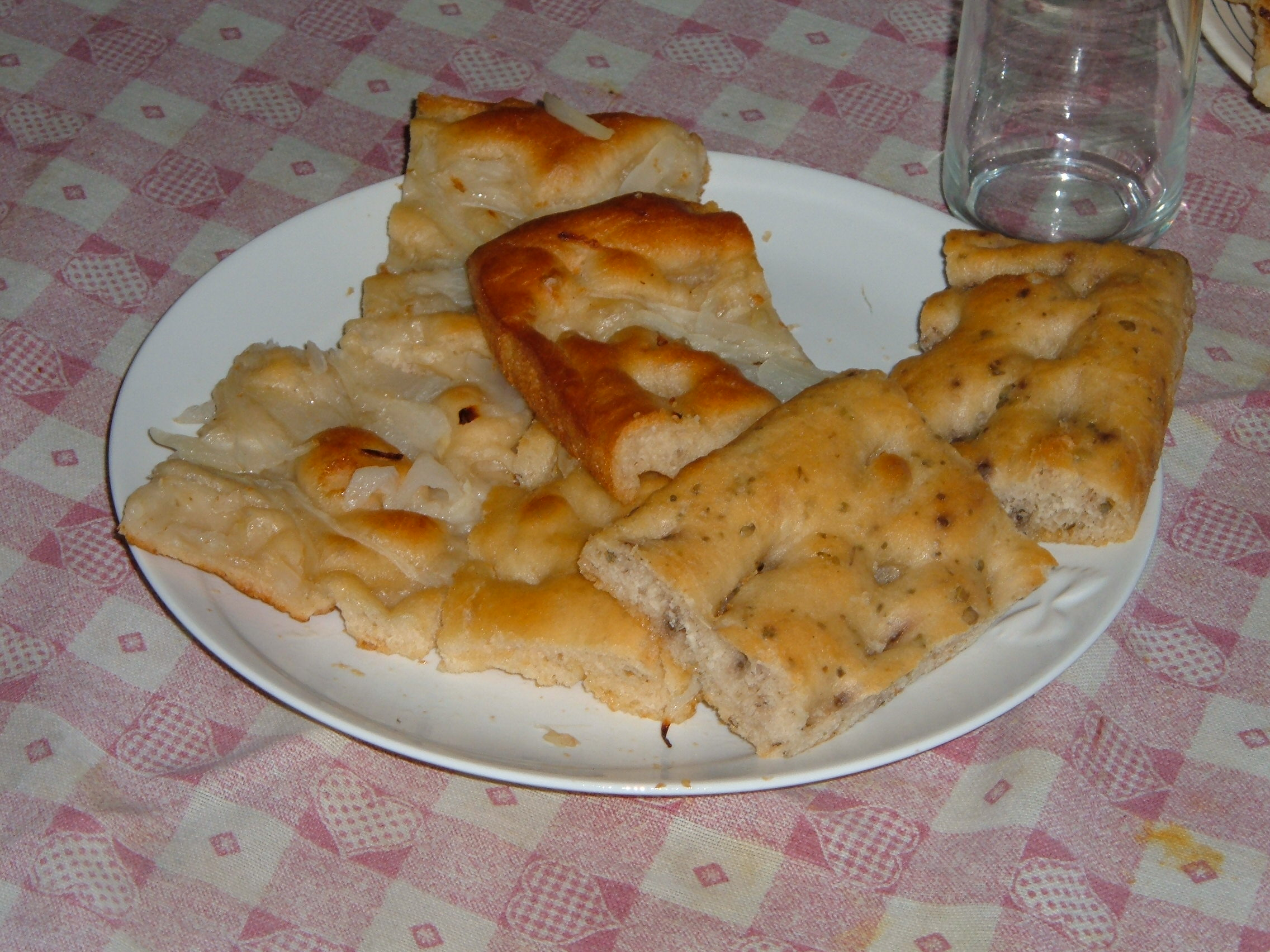
Due delle varianti più comuni: con cipolla e con salvia.

Molto diffusa è la focaccia con le cipolle, alimento di antiche tradizioni nei quartieri più popolari di Genova e pasto usuale degli scaricatori del porto perché capace di saziare molto, in quanto la cipolla blocca i recettori dello stimolo della fame.
Tradizionali sono la focaccia con le olive (sopra alla focaccia e non nell'impasto, come per le cipolle) o con la salvia (nell'impasto) o con il rosmarino (nell'impasto) o con le patate (nell'impasto) o con l'uvetta passa (in forma più dolciastra, nell'impasto); in epoca più recente è prodotta anche focaccia con patate e/o pomodori (sopra) o noci (nell'impasto) o con il formaggio (non tipo Recco).
In Liguria è anche possibile trovare versioni moderne come, per esempio, focaccia cosparsa di salse varie (nell'impasto), affettati o anche versioni dolci (nell'impasto), farcite di panna (nell'impasto), frutta secca (nell'impasto) o crema gianduia (nell'impasto).
La fugàssa co-o formàggio (nell'impasto), focaccia con il formaggio, propria di Recco, non è considerabile una variante della focaccia genovese in quanto prodotta con pasta non lievitata.
La focaccia di Voltri differisce dalla focaccia classica a causa della consistenza dell'impasto e per la tecnica di cottura. Gli ingredienti essenziali per poter cucinare la focaccia di Voltri per quattro persone sono cinquecento grammi di farina, quattrocento grammi di acqua, cinque grammi di lievito di birra, dieci grammi di estratto di malto, dieci grammi di sale, venticinque grammi di olio extravergine di oliva e per finire venticinque grammi di strutto.
È inoltre possibile trovare, nella zona di Genova Voltri, un particolare tipo di focaccia molto bassa lavorata con la farina di polenta.
Un'altra variazione della focaccia genovese non molto diffusa è la focaccia dolce che differisce dal panettone di Natale e dalla colomba di Pasqua grazie alla minima quantità di grassi. Per la preparazione dell'impasto della focaccia dolce, uno o due cubetti di lievito di birra, duecentocinquanta grammi di farina, due cucchiai di zucchero semolato, cinquanta millilitri di latte tiepido e l'acqua quanta ne basta sono gli ingredienti fondamentali. Per il condimento, invece, gli ingredienti necessari sono trenta millilitri di acqua, trenta millilitri di olio evo e zucchero a piacere.

## Unità di misura
Oltre alla vendita a peso, la focaccia è venduta secondo altre unità di misura. Tra queste:
- sleppa (o slerfa) (corrispondente a 1⁄8 di leccarda, che equivale a 150-200 g);
- strisce (misura equivalente circa a 40-60 g); le strisce di focaccia vengono disposte su un cabaret di cartone (o polistirolo) in occasione di piccoli rinfreschi mattutini sul luogo di lavoro;
- quadretti (bocconi quadrati con lato di 6–8 cm utilizzati in alternativa alle strisce);
- ruota (in molti forni dell'entroterra savonese i testi di cottura erano e sono circolari di circa 30–40 cm di diametro, pertanto all'acquisto si può richiedere una ruota di focaccia o mezza ruota o un quartino o altra frazione).

## Record
Il 27 luglio del 2008, grazie alla collaborazione di tre panifici del territorio, il comune ligure di Borzonasca, in valle Sturla, ha stabilito il record mondiale gastronomico della focaccia alla genovese più lunga del mondo. I vari pezzi di focaccia sono stati incollati tra di loro con una colla per cucina, così come prefiggeva il regolamento, e dislocati su teglie lungo il centro storico del paese. La misurazione, effettuata con opportuni strumenti, è risultata essere di 807 metri di focaccia anziché i 813 metri calcolati dagli organizzatori dell'evento. Per la preparazione sono stati utilizzati 300 chilogrammi di farina e 150 litri d'acqua.
Un similare evento si è tenuto a Genova nel 2023, con un totale di sedicimila porzioni di focaccia distribuite gratuitamente.